# Geschichte des Theaters

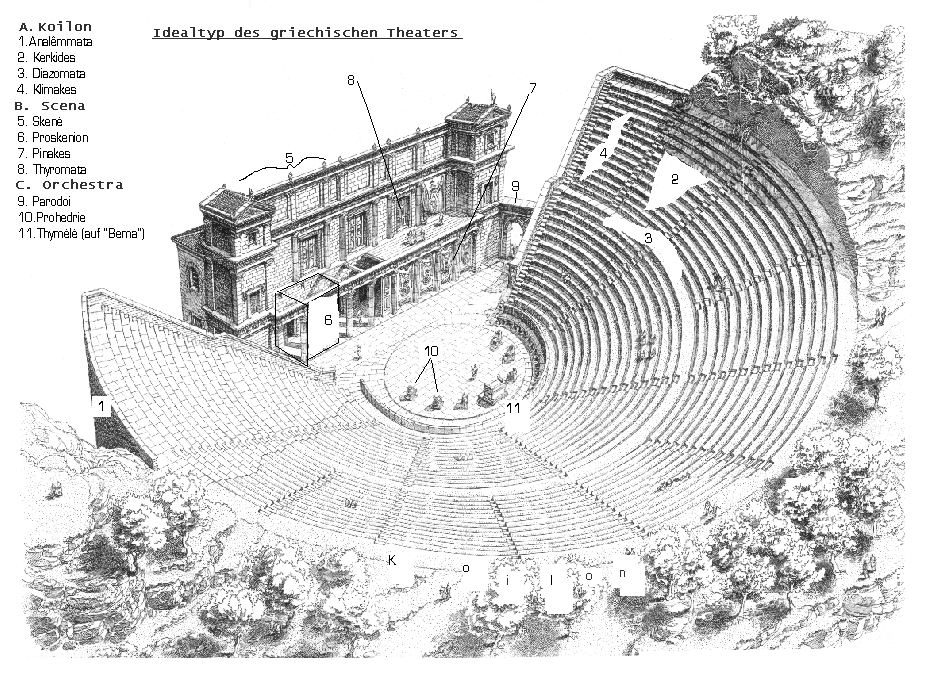
Idealtypus des antiken griechischen Theaters

Die Geschichte des Theaters befasst sich mit der Geschichte der szenischen Aufführung dramatischer Texte auf dem Theater.
Die Ursprünge des indischen Sanskrit-Theaters liegen in den religiösen Ritualen, wie sie, den dialogischen Hymnen des Rigveda nach zu urteilen, im 1. Jahrtausend v. Chr. in einer sprachlichen Form vollzogen wurden.
Schon vor dem Kontakt mit der europäischen Kultur entwickelte sich die chinesische Oper, ein „uramerikanisches Theater“ der ersten Bewohner Amerikas (Inka, Maya, Azteken, Pueblos und die Nomaden Nordamerikas) gab es in der Definition von „Theater“ allerdings nicht.
Die Theatergeschichte bzw. Theaterhistoriographie als Brückendisziplin zwischen Theaterwissenschaft und Geschichtsschreibung setzt sich mit der Geschichte von Theater als künstlerischer und kultureller Praxis auseinander. Auch Elemente der Kunstwissenschaft, der Architekturgeschichte und der Literaturgeschichte gehören zur theatergeschichtlichen Forschung.

## Epochen
- Sanskrit-Theater: Einen Einblick in die Sanskrit-Dichtung und in die altindische Theatertradition gaben der Grammatiker Panini im 5. oder 4. Jahrhundert v. Chr. und der Gelehrte Patanjali. Das Wissen um Theater und die religiöse Musik (Gandharva) fasste Bharata um die Zeitenwende in seinem Werk Natyashastra zusammen. Tanz, Theater und Musik bildeten eine Einheit. Das klassische, meist in Tempeln aufgeführte Sanskrit-Theater erlebte seinen Höhepunkt im 1. Jahrtausend, spätestens ab dem 15./16. Jahrhundert wurde es durch eine Reihe von Theaterstilen in anderen indischen Sprachen ersetzt.
- Theater der griechischen Antike
- Theater der römischen Antike
- Mittelalterliches Theater
  - Geschichte des afrikanischen Theaters
  - Geschichte des asiatischen Theaters
  - Geschichte des islamischen Theaters
  - Geschichte des uramerikanischen Theaters

- Theater der Renaissance/des Humanismus, inklusive Entstehung neuer Formen (Oper, Ballett)
- Barocktheater
  - England: Elisabethanisches Theater
  - Frankreich: Französische Klassik

- Theater der Aufklärung
- Theater des Sturm und Drang
- Theater der Klassik
- Theater der Romantik

- Zeitgeschichte seit 1900:
  - Naturalistisches Theater
  - Symbolistisches Theater
  - Theater im Nationalsozialismus
  - Nachkriegstheater
  - Modernes Theater
  - Postdramatisches Theater

Für spätere Weiterentwicklungen des Theaters nach Ende des Mittelalters, wie die Geschichte der Oper oder die Geschichte des Balletts, enthalten eigene Artikel Informationen.

## Urtheater
Höhlenbilder der Steinzeitmenschen verraten schon frühe Formen des theatralen Spiels. Man vermutet, dass sich eiszeitliche Jäger z. B. Felle von Tieren überzogen, um so lebenswichtige Vorgänge wie die Jagd im Voraus oder im Nachhinein darzustellen und theatral zu verarbeiten. So entstanden zeremonielle Tänze und theatrale Darstellung, in denen die Welt und die gesellschaftlichen Ereignisse nachgestellt und umspielt wurden. Man könnte das Theater als Urkunst der Menschheit, die alle anderen Künste in sich birgt, sehen.
In der ägyptischen Kunst zeugen verschiedene Darstellungen von Tänzern, Musikern und Akrobaten von der theatralen Entfaltung der weltlichen Vergnügungen am Hof der Pharaonen.
Im vierten vorchristlichen Jahrtausend prägten die durch die gesellschaftliche Neuordnung und Staatsverwaltung sowie die durch herrschende Priesterkönige entstandenen Mythologien die Deutung der Schöpfung und des Seins. Diese geistige Entfaltung sorgte für monumentale Prachtbauten, die als Kulisse des Theaterspiels dienten. Sie entwickelten sich später zum großen Festspieltheater und dienten auch der Präsentation der Staatsreligion.
Das ägyptische Abydos wurde während des mittleren Reichs (2000–1500 v. Chr.) zum Schauplatz alljährlicher religiösen Feste mit theatralen Elementen um Leiden, Tod und Auferstehung des Gottes Osiris. Dank in Stein gemeißelter Zeichnungen konnten Erkenntnisse über einige Elemente dieser theatralen Prozesse erlangt werden.

## Das antike Theater

### Theater für die Polis
Das Theater der griechischen Antike gilt als Wiege des abendländischen Schauspiels und markiert mit der Etablierung des Zuschauerraums einen entscheidenden Wendepunkt für die Entwicklung des Theaters.
Mit der neuen Gesellschaftsform, der Demokratie, wurde das rituelle Festspiel zur politischen Festversammlung, das kultischen Ursprüngen verbunden bleibt. Spielzeiten blieben weitgehend an Götter- und Festtage gebunden. Das nun entstandene Schauspiel zielte nicht mehr darauf ab, eine Verbindung von Schauspieler und Götterwelt zu verkörpern, sondern eine Brücke zum passiven Publikum zu schlagen, um ihm eine Identität zu vermitteln, die es auf das staatliche Gemeinwesen verpflichtet.

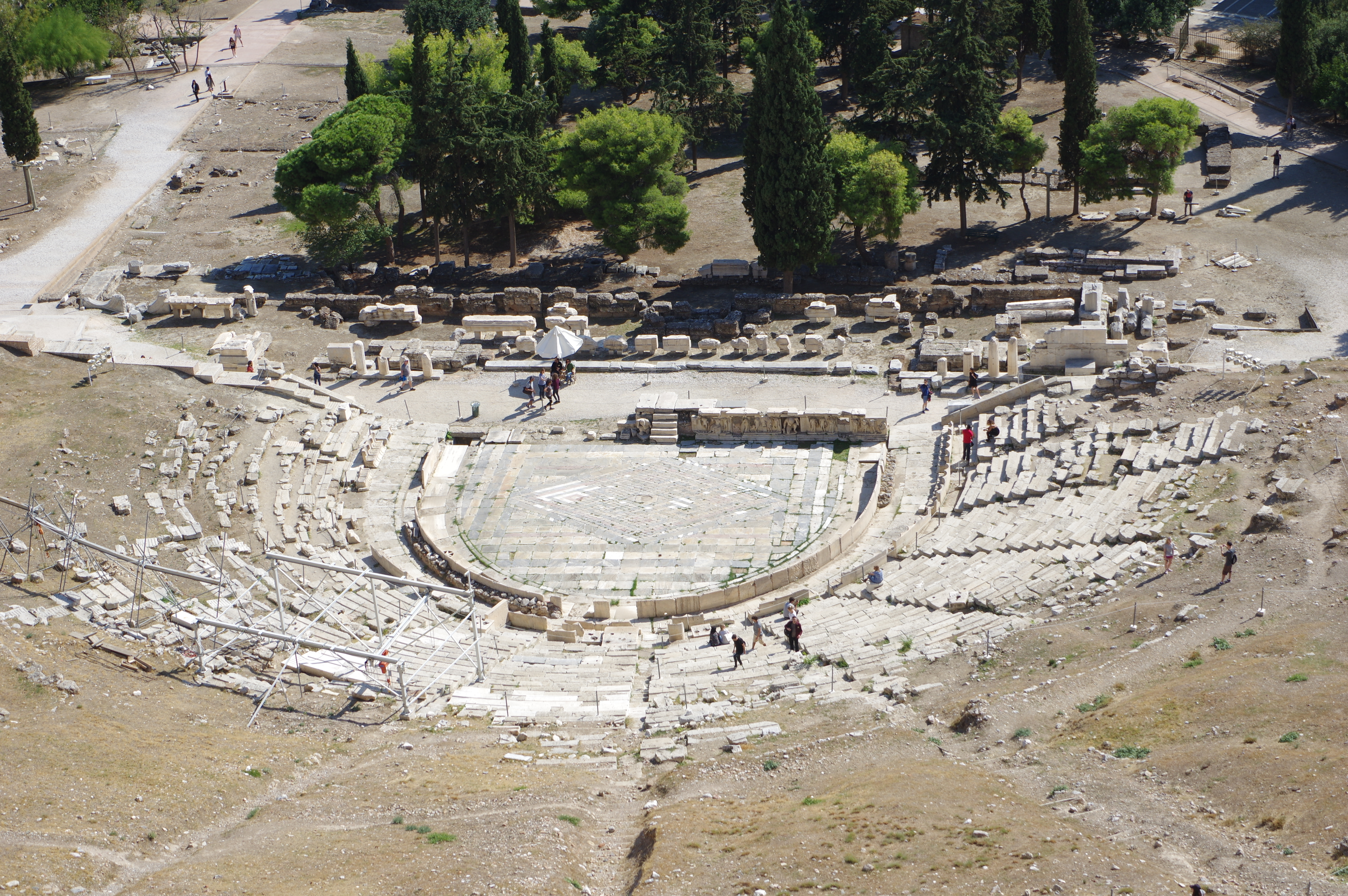
Das Dionysostheater

Im 6. Jahrhundert vereinigte Peisistratos, Errichter einer Tyrannis in Athen, die beliebten Dionysos-Kultspiele zu einem Staatsfest, den Großen Dionysien. Dionysos, Gott der Fruchtbarkeit und des Weins, wurde mit Einführung des Tragödien-Wettbewerbs (Agon) auch zum Schutzpatron des Theaters. Zu diesem Zeitpunkt wurde auch der Spielort von der Agora, dem Versammlungsplatz der Polis, zu dem eigens errichteten Dionysostheater verlegt, welches an den Südhang der Akropolis erbaut wurde.
Aus dem frühen 5. Jahrhundert werden die ersten Dichternamen und Tragödientitel überliefert, die zu diesem Zeitpunkt zwar noch mythologische Motive verwendeten, aber hauptsächlich tagespolitische Fragen verarbeiteten und dem Publikum näher bringen sollten. Die Schicksalsgebundenheit der Menschen, eine zentrale Botschaft der Mythen, wurde in Frage gestellt. Die Betonung auf den freien Willen und die Gestaltungsfreiheit sowie die Idee des rechtsstaatlichen Gemeinwesens und die Konsolidierung der Polis wurde immer stärker, besonders durch die Werke des Aischylos.
Wegen der im 4. Jahrhundert sinkenden Zuschauerzahlen führte der Stadtstaat (Polis) „Schaugeld“ ein, das die Besucher für ihren Verdienstausfall entschädigen sollte. Die politische Bedeutung des Theaters wuchs immer mehr. Spektakuläre Skenographien und schauspielerische Virtuosität rangen der philosophischen und ernsthaften Tragödie immer mehr den Platz ab und wurden von großen Tragödienschreibern sowie auch von Aristoteles, dem wir die erste Poetik, d. h. Lehre von der Kunst der Dichtung, verdanken, als geltungslos beurteilt.
Die Komödie (ursprünglich: ein ausgelassener tänzerischer Maskenumzug) eignete sich erfolgreich den volkstümlichen Brauch aus dem Dionysoskult an und stieg schließlich zur beliebtesten Gattung der hellenistischen Zeit auf. Im Gegensatz zu dem Satyrspiel, das stets den Abschluss einer Tragödie bildete, war die Komödie spottfreudiger, und sowohl Heroen der Mythen als auch Politiker wurden dem Gespött ausgesetzt. Doch auch Kritik an der herrschenden Politik wurde vor allem durch Aristophanes, der auch mit führenden athenischen Denkern eng befreundet war, sehr unverschlüsselt vorgebracht. Mit Ende der Demokratie jedoch wandte sich die Komödie ab von der Politik und besann sich auf Alltagstypen.

### Die römische Antike

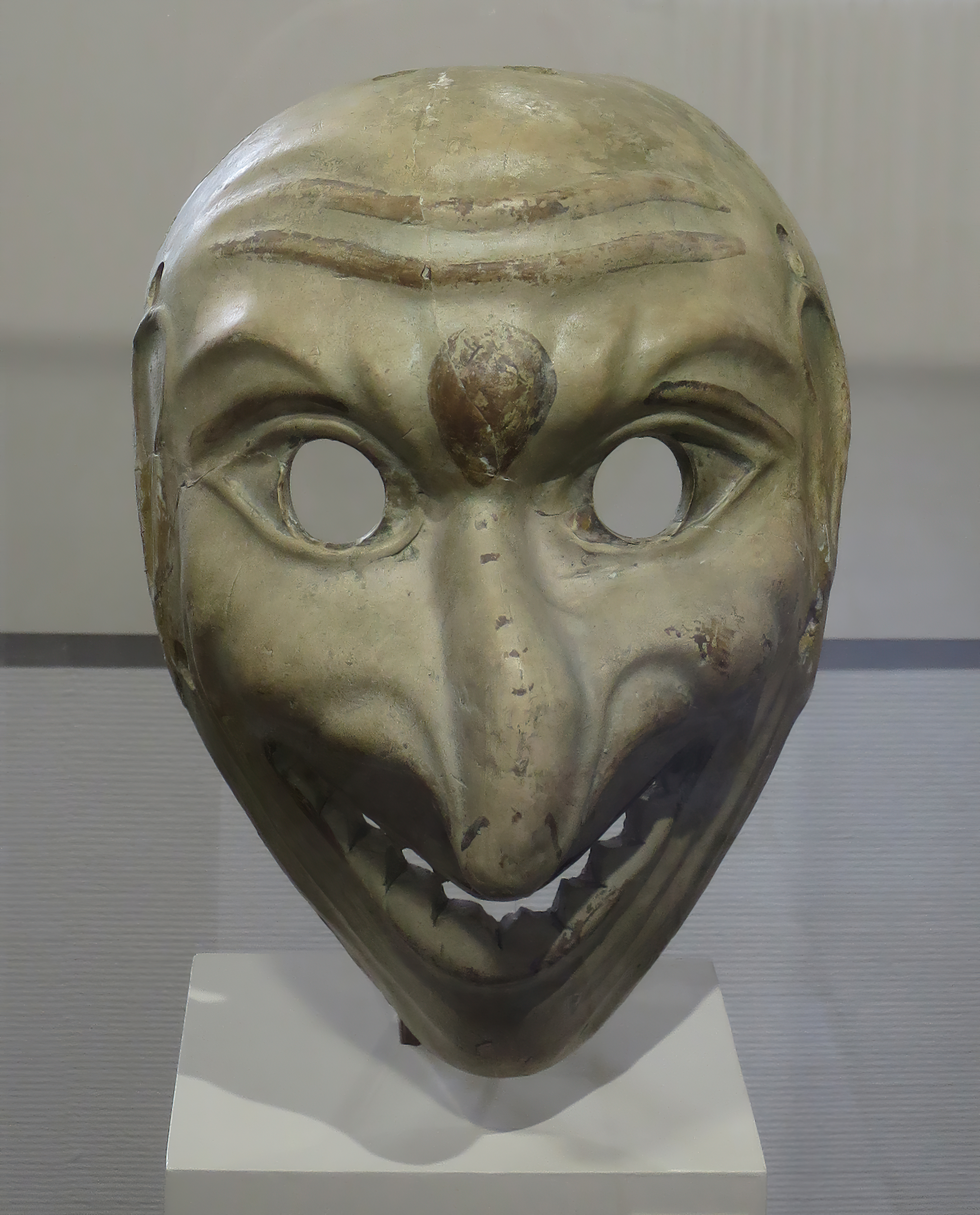
Römische Theatermaske, gefunden in Borbetomagus (Worms)

Die römische Kultur war das Ergebnis eines gigantischen Eroberungsfeldzuges. Im 3. Jahrhundert verlegten die Römer das Zentrum der hellenistischen Kultur in ihre Stadt. Sie übernahmen die Hierarchie der olympischen Götter, ließen sich von griechischer Architektur, Kunst und Philosophie inspirieren. Griechische Sklaven wurden zu kulturellen Lehrern. Nach dem Sieg im ersten Punischen Krieg ließ der römische Senat Theateraufführungen in die Ludi Romani, die Stadtfeste einführen. Livius Andronicus verfasste die erste lateinische Tragödie. Das Theater wurde fortan, wie auch zuvor in Griechenland, als staatliche Einrichtung betrachtet, jedoch weniger als ein Forum für den politischen Diskurs, wie im attischen Theater, sondern mehr als eine herrschaftliche Machtrepräsentation und Ablenkung von politischen Konflikten. So setzte sich auch die Komödie durch, die oft sehr diskriminierend mit ihren Protagonisten umging. Mit der Wende zur Kaiserzeit im 1. Jahrhundert v. Chr. lösten volkstümliche Spielformen, hauptsächlich Pantomime, die literarische Komödie ab. Auch das Thema Ehebruch wurde häufig verwendet, und der importierte griechische Mimus verzichtete als erste Form auf Masken und besetzte Frauenrollen mit Frauen, was für die weitere Entwicklung des Theaters viele Konflikte mit der Kirche bringen sollte.

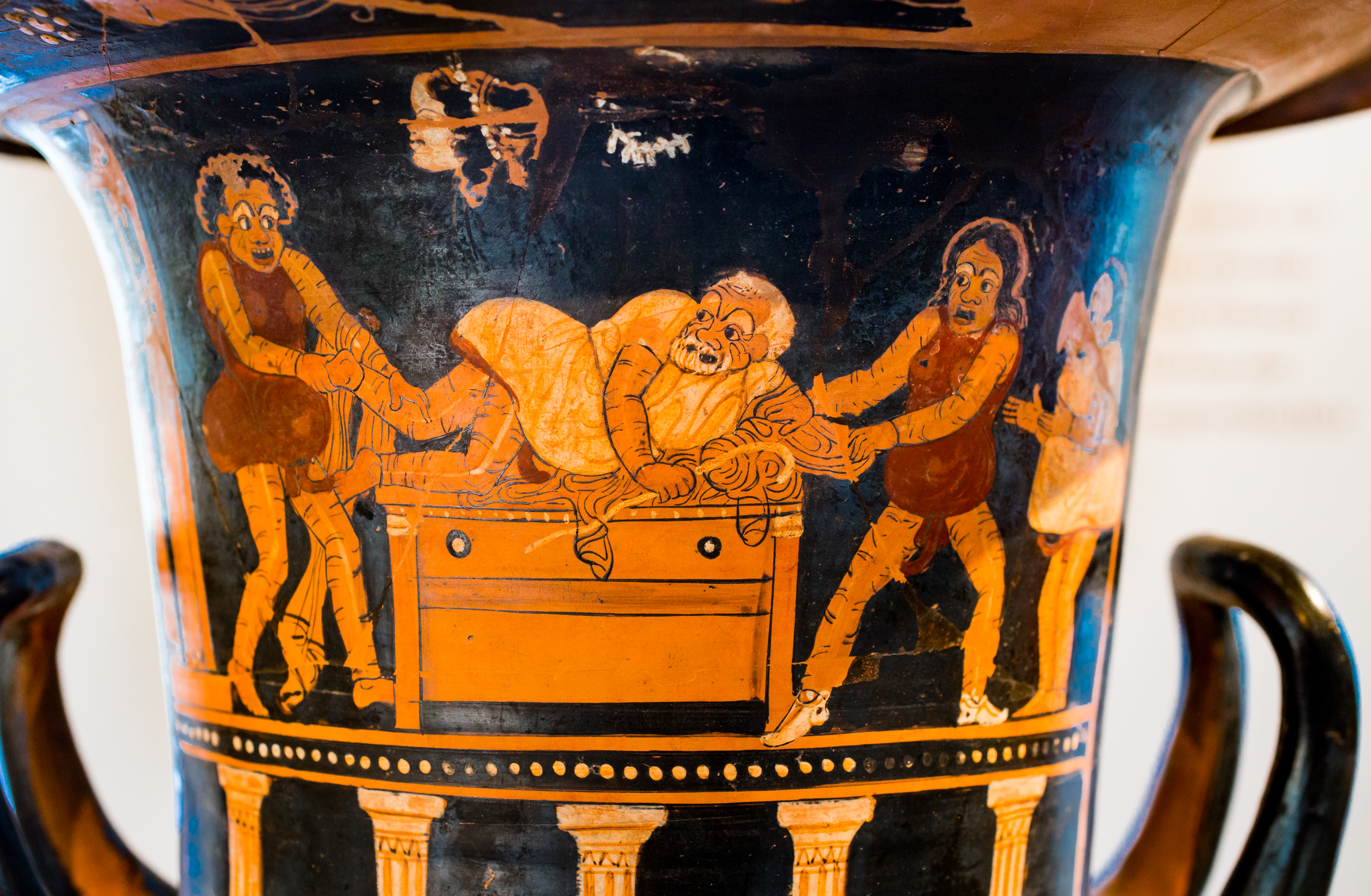
Griechische Phlyakenvase mit einer Szene aus einer Theater-Komödie: Der paestanische rotfigurige Kelchkrater des Vasenmalers Asteas zeigt die drei Männer Gynmilos, Kosios und Karion, wie sie den Geizhals Kharinos innerhalb seines Hauses berauben.

### Wichtige Autoren der Antike
- Aischylos
- Sophokles
- Euripides
- Aristophanes
- Menander
- Epikur
- Aristoteles
- Seneca
- Plautus
- Terenz

### Zitate
Aristoteles: Alle Abstraktion leitet sich nicht aus der Vernunft, sondern aus der Summe der sinnlichen Erfahrungen ab. Kunst ist Nachahmung.
Epikur: Die Lust ist Anfang und Ende eines seligen Spiels.
Platon: Die wahrnehmbare Welt ist nur das verzerrte Schattenbild einer Welt idealer Ideen – darum leitet nicht die Wahrnehmung zu sicheren Wissen, sondern nur die Vernunft.

## Theater im Mittelalter

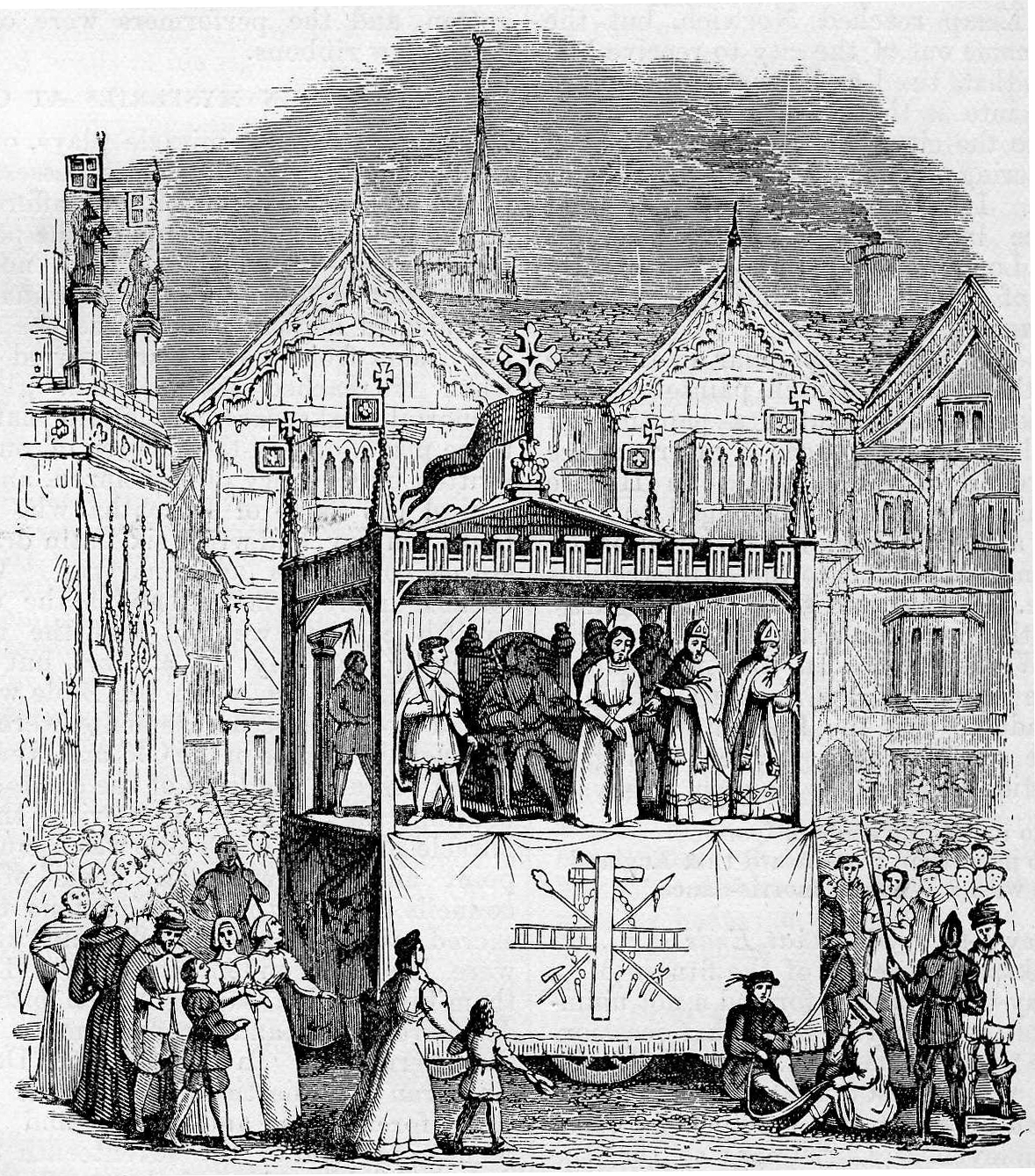
Mysterienspiel im englischen Chester

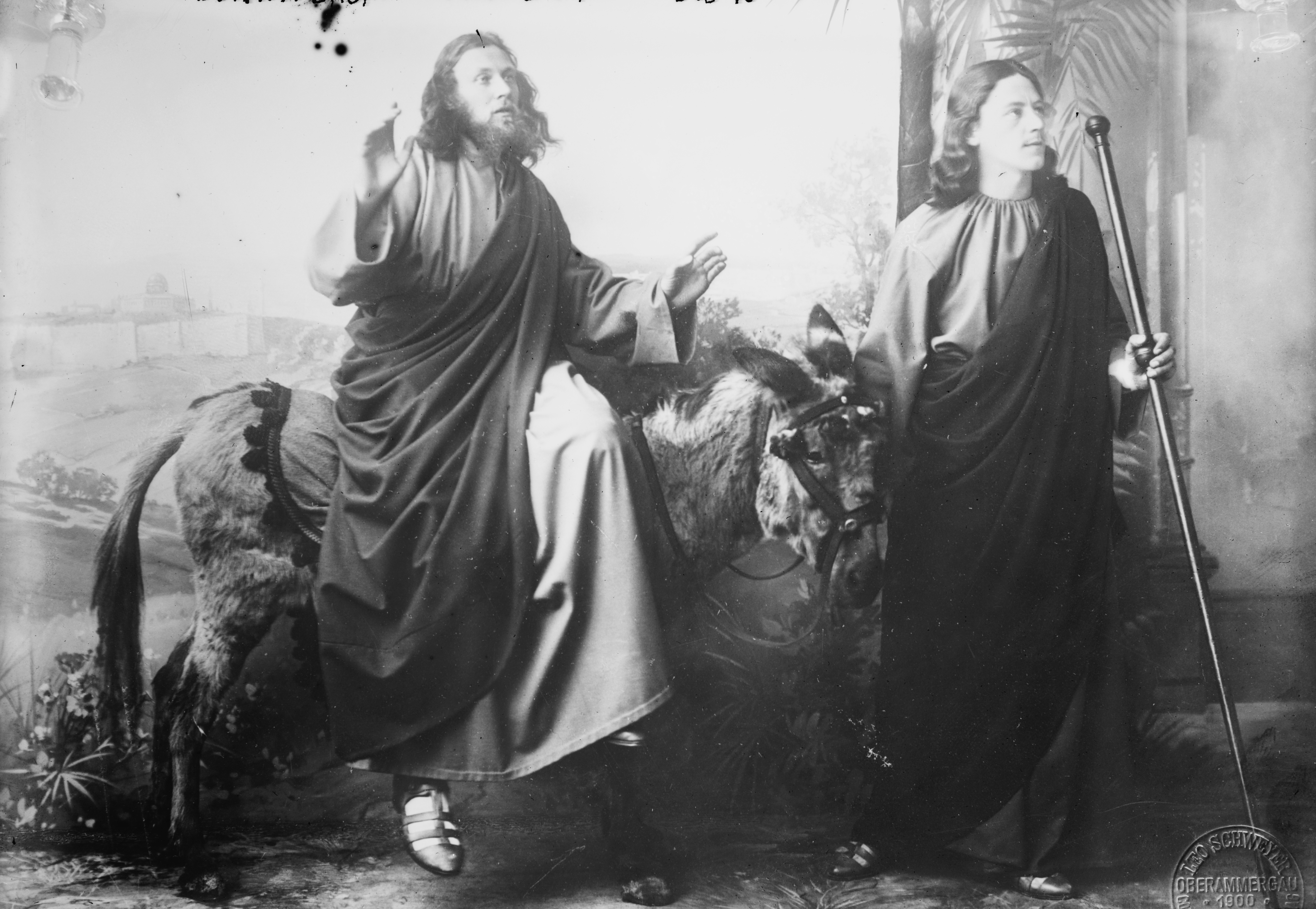
Nachgestelltes Szenenphoto von den Oberammergauer Passionsspielen (1900)

### Mysterien- und Passionsspiele
Im 10. Jahrhundert forderte das Konzil zu Konstantinopel die Vermenschlichung des Göttlichen. Das sollte ein Wendepunkt der Theaterkultur werden. Textliche Erweiterungen der liturgischen Gesänge und der spielerische Nachvollzug der Vorgänge um Tod und Auferstehung Christi trugen zur Entstehung dramatischer Rollen im Kirchentheater bei und später zu komplexeren Spielen biblischen Inhaltes, die nicht nur das Oster- und Weihnachtsfest theatral umsetzten, sondern auch Mirakelspiele beinhalteten, die das Leben und die Taten von Heiligen und Propheten oder den Kampf zwischen Himmel und Hölle beschworen. Mit der Loslösung der Liturgie wandelte sich auch die streng symbolistische Spielweise. Jesus trat nun als Mensch auf, die geistlichen Spiele verlagerten sich im 13. Jahrhundert vom Kirchenraum auf den Kirchenvorplatz, auch die Bevölkerung wurde mit in das Spiel eingebunden, und Latein wurde gegen die Volkssprache eingetauscht.
Durch diese Entwicklung entstanden dann auch Mysterien- und Passionsspiele, da man nicht mehr an den Ort der Kirche gebunden war und keine Einzelmotive, sondern Heilsgeschichten von der Entstehung der Welt bis hin zum Jüngsten Gericht erzählen wollte. Zunächst waren nur Kleriker im Schauspiel beteiligt, später zog man dann männliche Bürger heran, um den zahlreichen Rollen der tagelang dauernden Festspiele gerecht zu werden, um dann noch später das Schauspiel komplett in die Hände der Bürger zu geben.
Die Passionsspiele fanden große Verbreitung und wurden zu nicht mehr nur kirchlichem Ereignis städtischer Festkultur. Im 14. Jahrhundert wurden dann auch inhaltliche Schwerpunkte verändert. Nicht mehr die Verehrung Jesu, sondern die Erniedrigung und das Leiden rückten in den Mittelpunkt.
Die Passion wurde zum Spiegel des neuen Lebensgefühls, das durch Hungersnot, Pest und der Krise der kirchlichen und politischen Autorität geprägt war, und orientierte sich immer mehr an der empirischen Wirklichkeit.

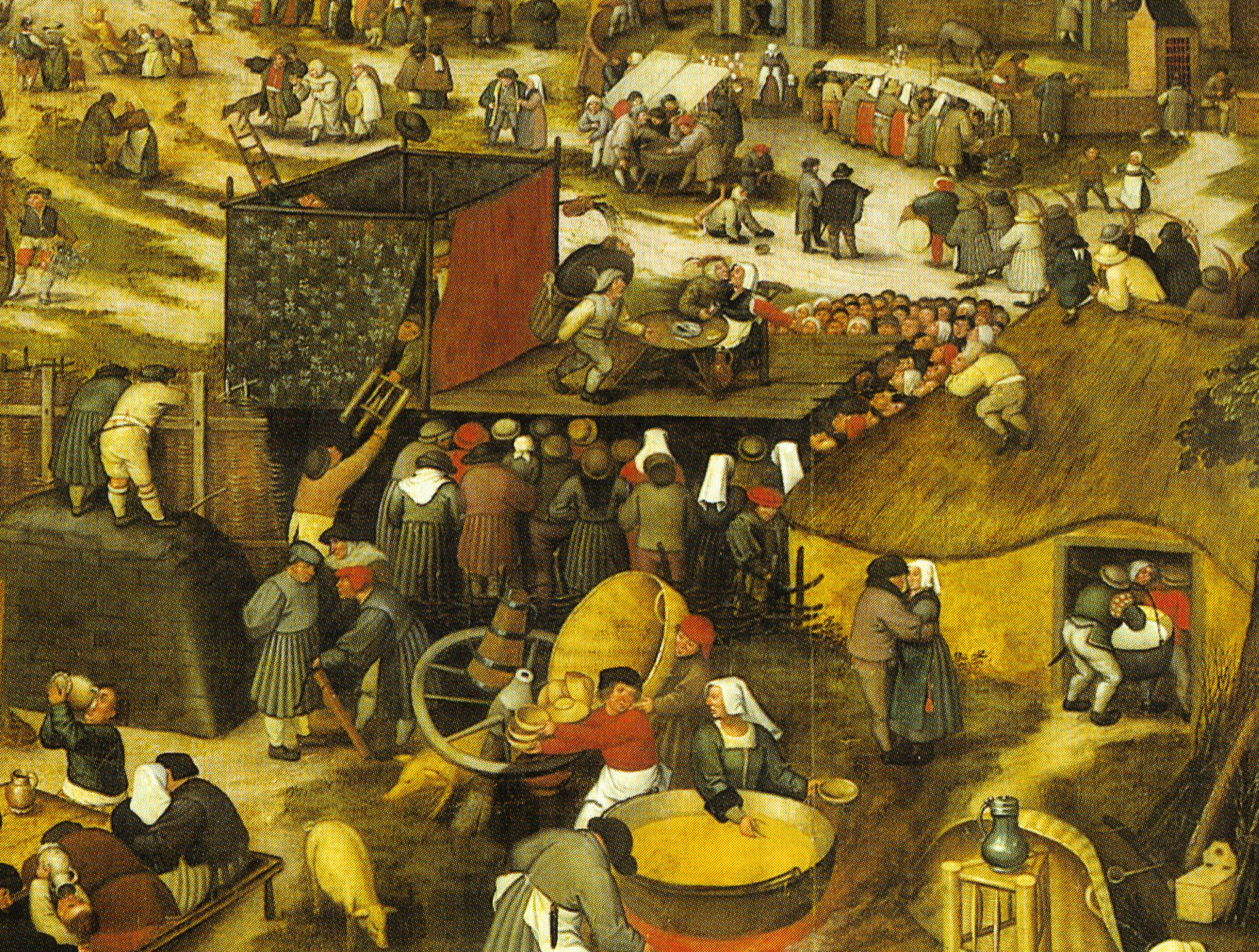
Ländliches Fest mit Theateraufführung, aus dem Umfeld Pieter Brueghels des Jüngeren (um 1600, Ausschnitt)

### Fastnachtspiele
So entwickelten sich im Spätmittelalter weltliche Spielformen, die besonders in Frankreich geprägt wurden. Mit der französischen Farce und Sotie, die sich durch ihre kritisch-spöttische Sicht des Alltages und der Verspottung kirchlicher und staatlicher Autoritäten auszeichnet und nur zur Fastnacht gespielt wurde, emanzipierte sich auch das deutsche Fastnachtsspiel und lockte mit einer oft ungehemmten Sexual- und Fäkalkomik nicht nur an Karneval das Publikum in Wirtshäuser oder auf Marktplätze. Die Tradition der englischen Morality Plays, die den Kampf zwischen Laster und Tugend gestalten, lebt bis heute im meistgespielten Stück der europäischen Bühnen, dem Jedermann fort, der seit 1920 die Eröffnung der Salzburger Festspiele prägt.

### Bekannte Autoren von Fastnachtspielen
- Hans Sachs: Er schrieb 4000 Meisterlieder und 87 Fastnachtsspiele.

## Renaissance, oder Zeitalter der Entdeckungen

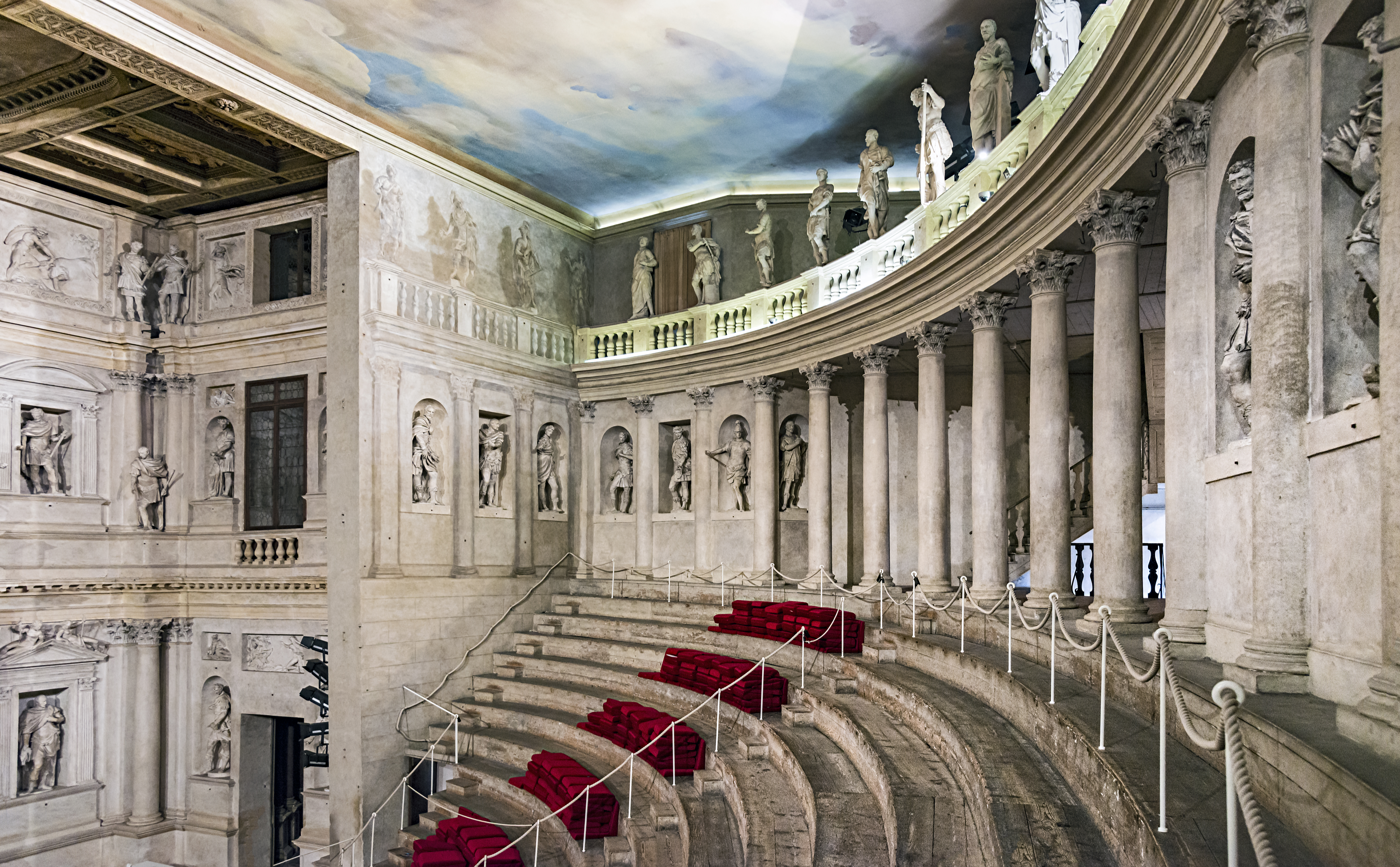
Das Teatro Olimpico in Vicenza, Versuch einer baulichen Wiederbelebung der antiken Theatertradition

Mit dem Ende des Mittelalters gewann das Theater neue Funktionen in der höfischen und kirchlichen Repräsentanz. Während die Bürger das mittelalterliche Mysterienspiel fest übernommen hatten, erstrahlte an europäischen Höfen eine neue Elitekultur. Feiertage wurden mit Opernaufführungen zelebriert. Höfische Theaterbauten, Theater innerhalb fürstlicher Residenzen, in Gartenanlagen integrierte Heckentheater, Kirchenbauten, die die Aufführung von religiösen Opern und Oratorien zuließen, zeugen vom Gebrauchswandel.
Die Neuzeit war geprägt durch einschneidende geographische, naturwissenschaftliche und geistige Entdeckungen, durch das Scheitern der mittelalterlichen Kirche und durch die Besinnung der Philosophie und Kunst auf den Menschen und die Entfaltung der freien Persönlichkeit. Im Theater der Humanisten erkennt man erste Ansätze zur Tradition des „klassischen Dramas“, in dem eine spannende Handlung durch Dialoge vorangetrieben wird. So folgte auch, dass die Orte der Handlung nicht mehr simultan nebeneinander standen, sondern chronologisch durch Szenenumbau belebt wurden.
Man lehrte das „antike Drama“ auch schon im Mittelalter in den Schulen, jedoch war die Vorstellungskraft für die antike Aufführungspraxis nicht vorhanden. Erst den Humanisten der Neuzeit gelang es, antike Spielformen zu rekonstruieren. Aristokraten griffen die neue „klassische Kulturwelle“ mit Begeisterung auf, waren jedoch weniger an einer genauen Rekonstruktion klassischer Dramen interessiert, wie es die humanistischen Gelehrten waren, sondern mehr an prunkvoller Ausstattung und später dann an der Auflockerung des Spieles durch Zugabe von burlesken Tänzen.
Während die Tragödie in der Renaissance kaum Aufmerksamkeit erhielt, wurde die Komödie geradezu verehrt. Am Hofe von Ferrara entstand das erste glanzvolle Zentrum für die Wiederbelebung antiker Komödien und wenig später die Schöpfung der Commedia erudita, einer volkssprachlichen Gelehrten-Komödie. Ludovico Ariosto, Leiter des Hoftheaters von Ferrara, feierte am Hofe seine größten Erfolge mit Bühnenwerken wie La Cassaria und I Suppositi. Doch die berühmtesten Renaissancekomödien schrieb Niccolò Machiavelli, der die antiken Vorbilder beiseite warf und ein scharfes Porträt der Sitten und Laster seiner Zeit in die Werke einbaute. Mit der Tragödie setzen sich Gelehrte hauptsächlich theoretisch auseinander und leiteten aus dem Werk Poetik von Aristoteles Dichtungsnormen ab. Zu seinen wichtigsten Gesetzen gehörte die Beachtung der drei Einheiten von Ort, Handlung und Zeit im Drama.
Neben der von gelehrten Schauspiel-Laien gespielten Commedia erudita existieren die professionelle Commedia dell’arte, die Stegreifkomödie, sowie das Schäferspiel. Das Schäferspiel vereinigte Komik und Tragik, distanzierte sich von politischen und sozialen Krisen der Gegenwart und formte eine utopische Glanzwelt. Großen Einfluss nahm das Schäferspiel auf die Entwicklung der Oper.
Im 16. Jahrhundert entdeckten Humanisten den didaktischen Wert des Theaters. Zur moralischen Belehrung und als Propagandainstrument der Reformation (auch Martin Luther empfahl das Schultheater) nahm man das lateinische Theater in den Lehrplan auf.
In England entwickelte sich das Renaissancetheater eigenständig und wird English Renaissance theatre, deutsch auch Elisabethanisches Theater, genannt, einschließlich der darauffolgenden Jacobean theatre und Caroline theatre. Zusammen nennt man sie auch Early modern theatre, dazu gehören William Shakespeare, Christopher Marlowe.

### Wichtige Vertreter der Renaissance
Commedia Erudita
- Niccolò Machiavelli
- Bernardo Dovizi da Bibbiena

Schäferspiel (Pastorale)
- Torquato Tasso
- Claudio Monteverdi

## Das barocke Zeitalter
→ Hauptartikel: Barocktheater

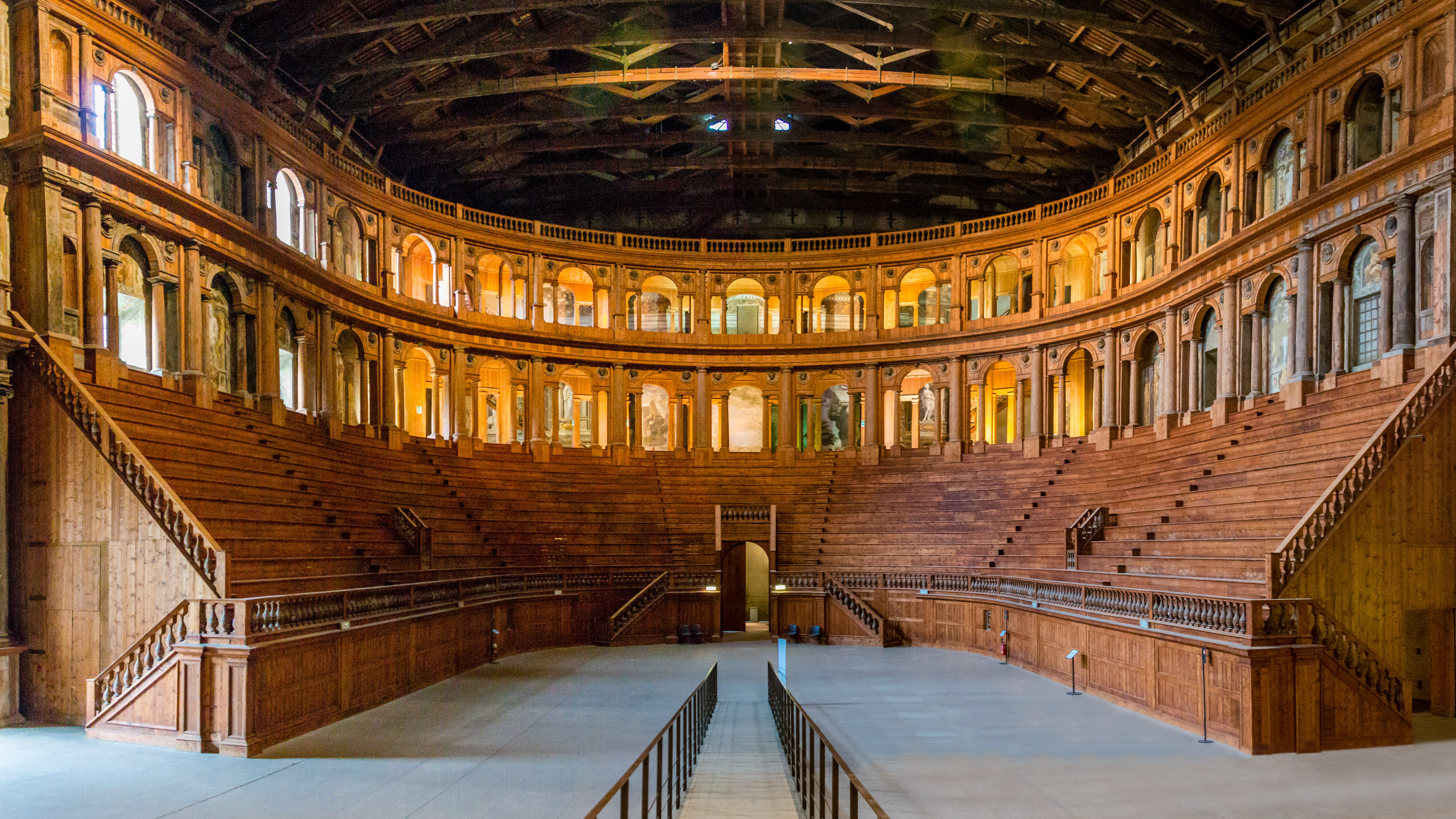
Das Teatro Farnese in Parma. Hier wurden selten, aber dafür mit großem Aufwand höfische Spektakel inszeniert

Zu keiner Zeit wurde das Theater mehr geliebt als während des europäischen Barocks.
Das Spiel auf der Bühne war im 17. Jahrhundert ein Abbild und Sinnbild einer glanzvollen Welt. Der Niedergang des Feudalismus und der Sieg des Absolutismus stürzten alte Werte und schärften das Bewusstsein für Schein und Sein. Der Vergleich zwischen Welt und Bühne, auf der jeder Mensch die ihm zugedachte Rolle spielt, beherrscht die Werke von William Shakespeare und Pedro Calderón de la Barca.
Der Mensch als wahres Abbild der Gesellschaft und Seinesgleichen, Gott als Regisseur und Zuschauer – diesem Bild wurde in der gesamten Barockkultur nachgeeifert und entfaltete sich in glanzvoller Theatralik. Am absolutistischen Hofe wurde sogar das Alltagsleben theatralisch arrangiert, und mit jeder Inszenierung wollte man die vorherige übertreffen. Das Verlangen nach Dramatik und theatralen Festlichkeiten wurde immer stärker, welches den Berufsstand des Dramatikers in eine Blütezeit versetzte.
In den Großstädten kam ein urbaner, kommerzieller Theaterbetrieb (zu den Betrieben der ebenfalls Geld verlangenden fahrenden Spielleute) hinzu, und es kam zur Feier von besonders beliebten Schauspielern wie bei heutigen Stars. Immer größer werdender Andrang und die Erweiterung des Spiels forderten bald die Abwandlung vom höfischen Theater zum Volkstheater – die ersten Guckkastenbühnen entstanden, später wurden dann Zuschauerräume eingerichtet, mit Rängen und Logen, die eine Hierarchie der Gesellschaft abbilden sollten. Hamburg erhielt im 17. Jahrhundert das Theater am Gänsemarkt, Leipzig ein zu Messezeiten bespieltes Haus.
Die zur Aufführung gelangenden Stücke kosteten Tragik und Komik aus und lebten von gekonnten Gewaltinszenierungen, Tanz- und Musikeinlagen. Zuschauer aller Schichten besuchten die Aufführungen. Weniger fixierbar entwickelte sich der kontinentale kommerzielle Theaterbetrieb für das bürgerliche Publikum, dem feste Aufführungsorte und lokal ansässige Truppen fehlten. Städtische Festsäle konnten hier wie Marktplätze Funktionen im Theaterbetrieb übernehmen.
Textgrundlage der Truppen wurden in aller Regel nur in Manuskripten fixiert. Die Unternehmen reisten mit Repertoires von bis zu 80 Stücken durch Europa und wählten oft vor Ort das, was hier länger nicht gespielt worden war, für die Inszenierung aus. Kaum mehr als die in den 1720ern in Wien fixierte Handvoll Haupt- und Staatsaktionen haben aus diesem Theaterbetrieb im Druck überlebt. Die gegen Ende der Epoche errichteten Gymnasien integrierten Theateraufführungen in den Schulbetrieb – der Aufführungsort der meisten der heute als Barockdramen gehandelten Stücke.
Das Barocktheater war ein Auffangbecken verschiedener theatraler Gattungen der vorherigen Epochen und ein Sammelbecken verschiedener kultureller Kunstrichtungen, die von reisenden Theatergruppen immer wieder aufgenommen wurden und in ihre Inszenierungen eingebaut wurden.
Die schon in der Renaissance auftauchende „Commedia dell’arte“ galt als die Theaterform schlechthin, mit ihr emanzipierte sich das Schauspiel von der Literatur. Improvisationskunst und ein Feuerwerk mimischer, musikalischer und choreographischer Einfälle waren ihr Merkmal und begeisterten nicht nur das Bürgertum mit ihrer kommerziellen Ausrichtung.
Höher angesiedelt war demgegenüber das höfische Theater, das bis in die Mitte des 18. Jahrhunderts europaweit Opern und Komödien privilegierte. Keineswegs darf dies missverstanden werden: Die Opern waren seit 1600 das hohe Theater – die Stücke erschienen in der Regel gedruckt, um während der Aufführungen gelesen zu werden, um nach der Aufführung an das Stück zu erinnern, um als Poesie gelesen und geschätzt zu werden. Die berühmtesten Opern-Poeten gaben ihre Werke daneben in Sammelausgaben heraus – die Texte ohne die Musik, die den kurzfristigeren Moden unterlag und vor Ort für den Anlass komponiert wurde. Die Oper, die von Italien aus Europa eroberte, erlebte einen Siegeszug an den aristokratischen Höfen.

### Das elisabethanische Theater

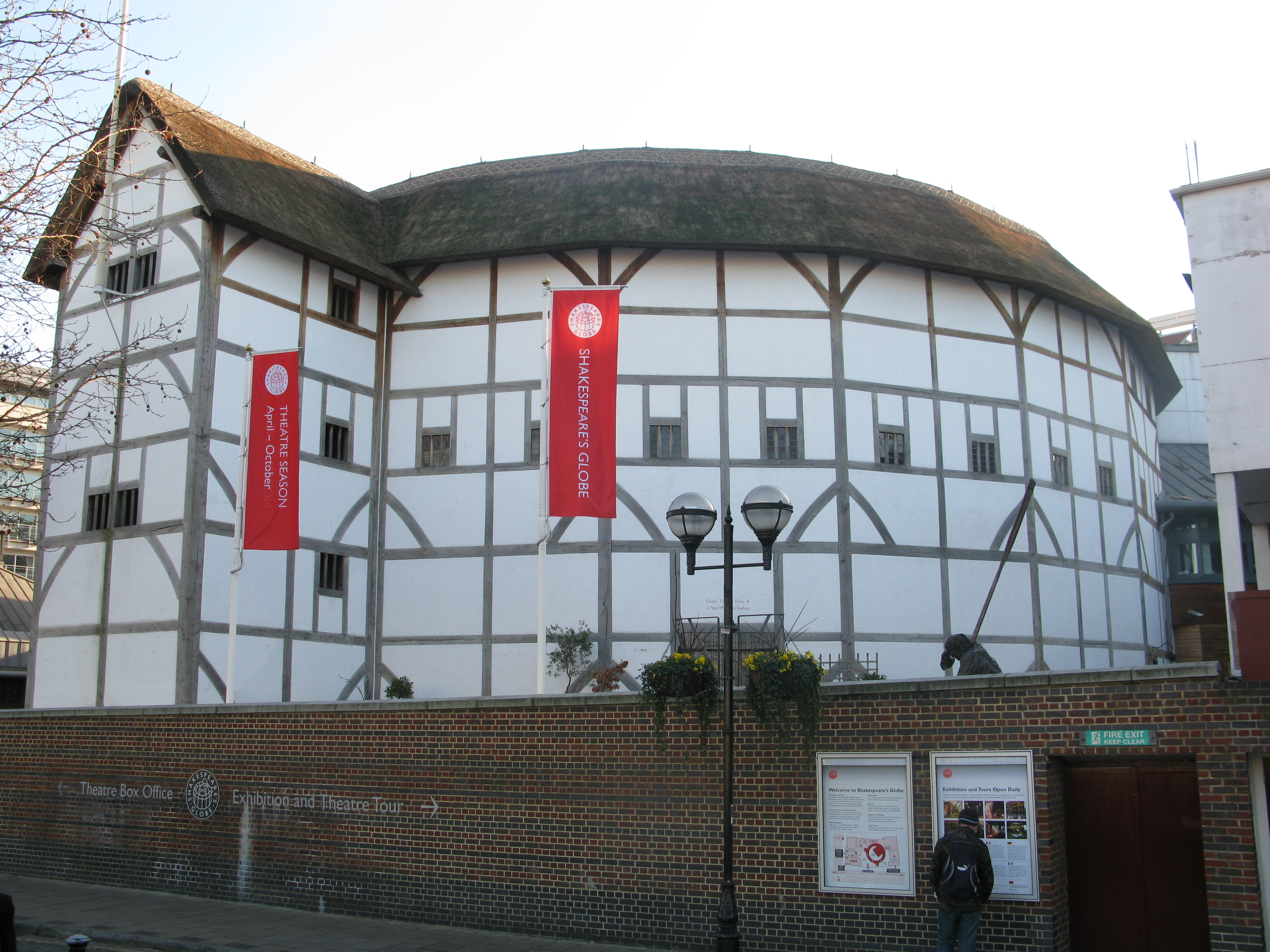
Nachbau von Shakespeares Globe Theatre

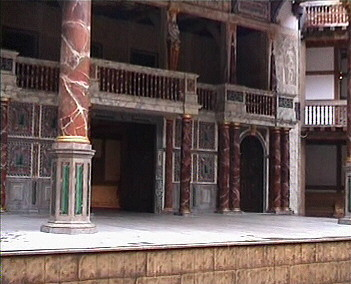
Blick auf die Bühne des Globe Theatre

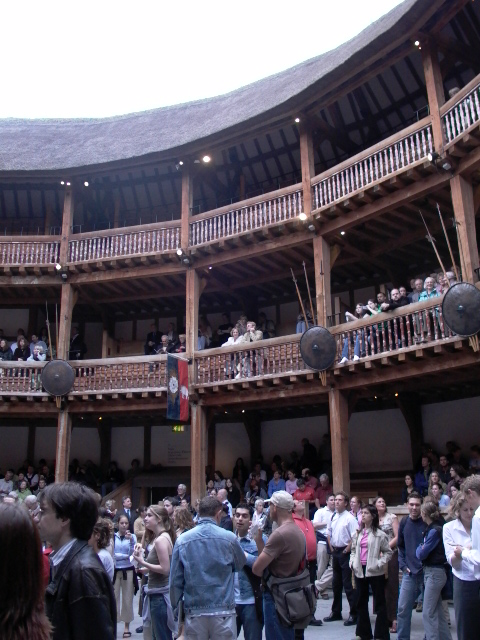
Der Innenraum

1576 baute James Burbage das erste Londoner Theater und übernahm dabei die runde Form von damaligen Tierarenen. Mit diesem Bau gab James Burbage den Anstoß für einen wahren Theaterboom, alle Gesellschaftsschichten wurden von einer Theaterbesessenheit gepackt. Diese Hochkonjunktur ist vor allem auch der Monarchin Elisabeth I. zu verdanken, die mit ihrem Kunst- und Geschäftssinn nach dem Bürgerkrieg im 16. Jahrhundert ein wirtschaftliches und kulturelles Zentrum formte.
Der Theaterbetrieb der Shakespearezeit gewann Einfluss in England und später auf das Repertoire der kontinentalen Theatertruppen. Die englischen Schauspieltruppen umfassten ca. 15 Mitglieder, die auf genossenschaftlicher Basis arbeiteten. Die Darsteller lebten von ihrem Teil des Erlöses der Vorstellungen. Es spielten ausschließlich Männer in einer Gruppe, auch die Frauenrollen, meist Jungen wegen ihrer höheren Stimmlage („Boys Actors“). Man spielte während des Tages, um das Beleuchtungsproblem zu umgehen. Bühnendekoration war kaum vorhanden, auch der Vorhang war unbekannt. Requisiten wurden während des Spiels auf die Bühne getragen. Kostüme wurden angedeutet. Bedeutende Truppen waren die
- Lord Chamberlain’s Men und
- Admiral’s Men,

die wie kleine Wirtschaftsunternehmen funktionierten. Die Schauspieler brachten als Gesellschafter Betriebskapital ein und wurden am gemeinsamen Gewinn beteiligt. Von der Mitte des 16. Jahrhunderts bis 1642 wurden in England ca. 5000 Stücke aufgeführt, von denen heute 620 im Druck erhalten sind.
Bekannte Dramatiker sind hier:
- John Lyly (1554)
- Thomas Kyd (1558)
- Robert Greene (1558)
- Christopher Marlowe (1564) und
- William Shakespeare (1564)
- Ben Jonson (1573)
- John Webster (1580)

Zwischen 1567 und 1629 entstandene Theater in London:
- Red Lion (1567)
- Boar’s Head Inn (1557)
- The Theatre (1576)
- Curtain Theatre (1577)
- Bull Inn
- Cross Keys Inn (Nutzung als Theater ab 1579)
- Bell Inn
- Blackfriars Theatre (1576)
- Bell Savage Inn
- Paul’s
- Salisbury Court Theatre (1629)
- Fortune (1600)
- Red Bull (1604)
- Cockpit (1616) (eigentlich Phoenix Theatre)
- The Swan (1595)
- The Rose (1587)
- Globe Theatre (1599)

Die bezeichneten Häuser waren ähnlich gebaut: Auf dem Erdboden, dem Pit, befanden sich die Stehplätze für die ärmere Bevölkerung. Um diese herum lief eine mehrgeschossige, überdachte Galerie mit Sitzplätzen für die Reichen, die sich mittlerweile gerne vom höfischen Theater abwandten und die öffentlichen Gebäude aufsuchten. In der Mitte des Pits befand sich ein erhöhtes Spielpodest, das auch von den Galerien gut einsehbar war. Auf der großen Bühne befand sich noch mal eine kleine Bühne und die Garderobe für die Darsteller. Auf der Garderobe befand sich ein Balkon, der von einem Strohdach überdeckt wurde. Auf diesem Strohdach befand sich der Turm für den Trompeter, der den Vorstellungsbeginn ankündigte. Im Turm befand sich die Flugmaschine für besondere Auftritte der Schauspieler. Auf dessen Dach wehte die Fahne mit dem Emblem des entsprechenden Theaters; beim Swan Theater etwa war dies ein Schwan, beim Rose eine Rose. Während die einfachen Theater dem Wetter ausgesetzt waren, war das Blackfriars, das Salisbury Court Theatre und das Cockpit Theatre bereits vollständig überdacht.

### Die iberische Theaterkultur (Spanischer Barock)
Das Theater des spanischen Barocks wurzelte – im Gegensatz zur sonstigen europäischen Theaterkultur – tief im Katholizismus. Das traditionelle allegorische Fronleichnamsspiel erfreute sich bis ins 18. Jahrhundert großer Beliebtheit, und Spaniens Theater stand stets im Dienst und unter Schutz der katholischen Kirche. Anfang des 16. Jahrhunderts kehrten die ersten italienischen Schauspielreisetruppen in Spanien ein, spielten ihre Stücke in den Innenhöfen der religiöser Bruderschaften und später in den eigens erbauten „Teatro de Corral“, erstellt nach dem Vorbild der Innenhof-Bühnen und den englischen Bühnen wenig unähnlich. Bereits Mitte des 16. Jahrhunderts bespielten schon heimische Schauspieltruppen die im ganzen Land errichteten Bühnen und formten somit die auf begeisterten Anklang stoßende iberische Theaterkultur. Als im 17. Jahrhundert die Weltmacht Spaniens zu zerfallen schien, hielten die Bürger ihren Glauben an Macht und prunkvollem Leben durch das Theater aufrecht. In dieser Zeit wurden mehr als 300.000 Bühnenwerke verfasst und eine große Anzahl verschiedener Gattungen bildeten sich unter dem Überbegriff Comedia:
- Autos sacramentales (einaktige allegorische Fronleichnamsspiele)
- Comedias en capa y espada (Mantel- und Degenstücke)
- Comedias del teatro (aufwendig inszenierte historische Schauspiele)
- Comedias de santos (Heiligenlegenden und Märtyrertragödien)
- Comedias de figurón (Vorläufer der Charakterkomödie)
- Entreméses (einaktige farcenhafte Zwischenspiele für Feste)
- Burlescas (Possen und Persiflagen)
- Fiestas (höfische Festspiele mit Tanz und Musik)

Das Mantel- und Degenstück stellte sich als erfolgreichste und europaweit berühmteste Gattung heraus; es wirkt bis in den Mantel-und-Degen-Film nach. Gegenstand der Handlung war das Leben der Hofgesellschaft, und der Mantel als Symbol der Vermummung wurde die wichtigste Requisite der unverzichtbaren Liebesintrige. Lope de Vega, einer der bekanntesten Dramatiker dieser Zeit, war der aristotelischen Poetik zwar vertraut, jedoch mehr auf die Gunst des Publikums erpicht, und versuchte sowohl tragische als komische Elemente zu vereinen. Die spanische Barockdramatik war eher ein Gleichnistheater, weniger auf realistische Charaktere oder neuzeitliche Problematik ausgerichtet, sondern vielmehr darauf, das himmlische und das weltliche Ordnungssystem nachzubilden.
Bekannte Dramatiker sind hier:
- Lope de Rueda 1510–1565
- Miguel de Cervantes Saavedra 1547–1616 (Don Quixote)
- Lope de Vega 1562–1635
- Tirso de Molina 1584–1648
- Pedro Calderón de la Barca 1600–1681

Die Demokratisierung des Theaters war ein wichtiger Schritt für die am antiken Theater Interessierten, denn damals durfte niemand ins Theater, der nicht die Erlaubnis dazu hatte. Meist war dies nur der König mit seinem Hofstaat bis hinunter zum einfachen Gesinde.
Die Sitz- und Stehplätze hatten eine Rangordnung und waren ebenerdig, nicht ansteigend wie sie es heute meist sind.

### Das französische Barocktheater
Von Frankreich ging die Forderung aus, die Dramatik, die sich im 16. Jahrhundert immer weiter von antiken Vorbildern entfernt hatte, wieder an diesen zu orientieren. Das sehr erfolgreiche Renaissancetheater von Alexandre Hardy ging dabei ebenso unter wie die ähnlichen (später allerdings neu belebten) Werke William Shakespeares.
Den beiden gegensätzlichen Linien des europäischen Barocktheaters, das monumentale Hoftheater und das klassische Drama, galt in Frankreich gleichermaßen Aufmerksamkeit. Unter Ludwig XIV. manifestierte sich das Hoftheater hauptsächlich im Ballet de cour, bei dem nicht nur Männer und Frauen des Hofes auftraten, sondern auch der König selbst. Literarisch jedoch markierte die französische Klassik den Höhepunkt dieser Epoche, und unter dem wachsamen Auge des Kardinal Richelieu und seiner 1635 gegründeten „Académie française“ wurden die Normen des Regeldramas durchgesetzt. Unter deren Zensur stand auch der Dichter Pierre Corneille mit seinem Werk Le Cid. Von der Académie kritisiert, vom Publikum bejubelt und als Nationalheld stilisiert, entschied sich Corneille, der 1647 selbst in die Académie aufgenommen wurde, nach dem Cid nur noch Dramen nach den aristotelischen Regeln der drei Einheiten zu verfassen. Dabei schuf er den Prototyp eines von individuellen Zügen freien tragischen Helden, der die Ideale des französischen Barock, Schicklichkeit und Ehrbarkeit, preisen sollte. Jean Racine hingegen verlieh seinen Protagonisten einen individuellen Charakter und empfand die klassizistischen Dramenstrukturen als außerordentlich hilfreich, um psychologische Intensität zu verdeutlichen. Nachdem sein Hauptwerk Phèdre 1677 durch das gefälligere, heute vergessene Werk des Rivalen Jacques Pradon überspielt wurde, verließ er das Hoftheater und behandelte in Esther (1689) und Athalie (1691) biblische Stoffe. Racines größter Rivale war der Komödiendichter Molière, zuvor sein Mentor, dessen Truppe er nach seinem Theaterdebüt verließ und zum konkurrierenden Hôtel de Bourgogne wechselte. Doch Molière stand in der Gunst des Königs und verfasste unzählige Farcen, Sitten- und Typenkomödien und bediente sich dabei aus dem Repertoire der „Commedia dell’arte“. Er entwickelte in Zusammenarbeit mit dem Komponisten Jean-Baptiste Lully das Genre des „Comédie-ballet“, in dem Tanzszenen nicht nur schmückendes Beiwerk waren, sondern Teil der Handlung. Sein literarischer Höhepunkt bildeten die Charakterkomödien, in denen er einen einzigen Charakterzug des Protagonisten personifiziert und überspitzt und ihn damit der Lächerlichkeit preisgibt. Er hielt die Bühne für einen theatralischen Pranger, in dem Verstöße gegen Vernunft und Sitte durch die Komödie aufgedeckt und verspottet werden sollten. Von seinen Mitstreitern gehasst, ist Molière bis heute einer der bekanntesten und meistgespielten französischen Dramatiker.

## 19. Jahrhundert
In der Romantik trat das Theaterspiel zwar in den Hintergrund zugunsten der Lyrik und des Romans, ferner auch zugunsten des Gesamtkunstwerkes Oper, aber die in der Romantik wichtigen Gefühle wurden auch auf der Bühne betont. Die französischen Schauspielerinnen Rachel und Sarah Bernhardt wurden zu europaweit bekannten Stars.
Ab 1850 liberalisierte sich die Theaterszene in Deutschland zunehmend. In der Gewerbeordnung für den Norddeutschen Bund von 1869 wurde das Theatern als Gewerbe aufgeführt und das Erlangen einer Theaterkonzession wurde zur reinen Formsache. Ebenso entfielen die meisten Repertoirebeschränkungen. Das Resultat dieser neuen Theaterfreiheit war ein regelrechter Theaterboom, der trotz zeitweisen Rückschlägen, beispielsweise durch den Börsenkrach von 1873, bis in die 1930er Jahre anhielt.
Die meisten dieser neuentstandenen Bühnen waren reine Unterhaltungsbetriebe. Einen Versuch, den idealistischen und literarischen Gehalt klassischen Theaters Geltung zu verschaffen, unternahm in den 1830er Jahren die Immermann’sche Musterbühne, jedoch scheiterte er Finanzmitteln. Die theatrale Unterhaltungskunst prosperierte ab der Mitte des 19. Jahrhunderts und entwickelte dabei neue Genres wie die Operette oder das Kabarett. Die Mischform des Varieté-Theaters kombiniert Elemente des Schauspiels mit artistischen Zirkus-Attraktionen. Der Erfolg dieser Bühnen spricht gegen das weitläufige Bild, die Theater des 19. Jahrhunderts hätten Schillers Ideal vom Theater als Bildungsanstalt entsprochen. Das gilt nicht nur für rein gewinnorientierte, privat geführte Geschäftstheater, sondern auch für subventionierte bürgerliche Theaterbetriebe, aus denen sich das heutige Stadt- und Staatstheatersystem entwickelt hat.

## 20. Jahrhundert und Zeitgeschichte
Schon seit dem späten 19. Jahrhundert (Alfred Jarry), aber auch in der Zeit nach den sozialen Umwälzungen in der Nachkriegszeit (1945–1970er) entwickelten sich neue Theaterformen; lokal in Europa unterbrochen vom Nationalsozialismus. Symbolistisches Theater, Nachkriegstheater, Modernes Theater und schließlich Postdramatisches Theater erkundeten neue Wege.

## Nachweise
1. ↑  Gewerbeordnung für den Norddeutschen Bund von 1869, § 32 wikisource.
2. ↑  vgl. Friedrich Schiller: Was kann eine gute stehende Schaubühne eigentlich wirken? In: Benno von Wiese (Hrsg.): Schillers Werke. Band 20, Weimar 1962, S. 87–100.
3. ↑  Christoph Kohler:  Wozu das Theater? Zur Entstehungsgeschichte der Theatersubventionen in Zürich (1890–1928). Köln / Weimar / Wien 2008; Nic Leonhardt: Piktoral-Dramaturgie. Visuelle Kultur und Theater im 19. Jahrhundert (1869–1899). Bielefeld 2007; Frank Möller:  Zwischen Kunst und Kommerz. Bürgertheater im 19. Jahrhundert. In: Dieter Hein, Andreas Schulz (Hrsg.):  Bürgerkultur im 19. Jahrhundert. Bildung, Kunst und Lebenswelt. München 1996, S. 19–33.
4. ↑  vgl. Jürgen Grimm: Das avantgardistische Theater Frankreichs 1895–1930. München 1982, ISBN 3-406-08438-9.